# MTV2 Headbangers Ball, Vol. 2
Albums de Artistes variées
MTV2 Headbangers Ball
(2003) MTV2 Headbangers Ball: The Revenge
(2006)
MTV2 Headbangers Ball Vol. 2 est le deuxième d'une série d'une compilation d'albums de heavy metal sorti en conjonction avec le programme d'MTV2 Headbangers Ball.

## Pistes

### Disque 1
1. Slipknot – "Duality"
2. Korn – "Right Now" (censored)
3. Killswitch Engage – "Rose of Sharyn"
4. Megadeth – "Kick the Chair"
5. Atreyu – "Right Side of the Bed"
6. Drowning Pool – "Step Up" (censored)
7. A Perfect Circle – "Weak and Powerless"
8. Shadows Fall – "What Drives the Weak"
9. Machine Head – "Imperium" (censored)
10. Superjoint Ritual – "Waiting for the Turning Point" (censored)
11. Kittie – "Into the Darkness"
12. HIM – "Your Sweet Six Six Six"
13. Avenged Sevenfold – "Unholy Confessions"
14. Lamb of God – "Laid to Rest" (demo version) (censored)
15. Soulfly – "Prophecy"
16. Black Label Society – "House of Doom"
17. Damageplan – "Breathing New Life"
18. In Flames – "The Quiet Place"
19. Fear Factory – "Archetype"
20. Probot – "My Tortured Soul" (live from Headbangers Ball)

### Disc 2
1. Cradle of Filth – "Medusa and Hemlock"
2. Unearth – "The Great Dividers"
3. God Forbid – "Antihero"
4. The Agony Scene – "We Bury Our Dead at Dawn"
5. Children of Bodom – "Needled 24/7" (censored)
6. Bleeding Through – "Love Lost in a Hail of Gunfire" (censored)
7. Trivium – "Like Light to the Flies" (Demo)
8. Satyricon – "Fuel for Hatred"
9. Himsa – "Rain to the Sound of Panic"
10. 3 Inches of Blood – "Deadly Sinners"
11. The Black Dahlia Murder – "Contagion"
12. Every Time I Die – "I Been Gone a Long Time"
13. Blood Has Been Shed – "She Speaks to Me"
14. Eighteen Visions – "Waiting for the Heavens"
15. Deicide – "Scars of the Crucifix"
16. All That Remains – "The Deepest Gray"
17. Twelve Tribes – "Venus Complex"
18. The Dillinger Escape Plan – "Panasonic Youth"
19. Martyr A.D. – "American Hollow"
20. Dimmu Borgir – "Progenies of the Great Apocalypse"